# Jabitrichia wellsae
Jabitrichia wellsae är en nattsländeart som beskrevs av O'connor och Ashe 1992. Jabitrichia wellsae ingår i släktet Jabitrichia och familjen smånattsländor. Inga underarter finns listade i Catalogue of Life.